# Richard Tol
Richard S.J. Tol (Hoorn, 2 december 1969) is een Nederlandse hoogleraar economie aan de Universiteit van Sussex en hoogleraar klimaateconomie aan de Vrije Universiteit Amsterdam. Hij is lid van de Academia Europaea.
Tol wordt erkend als een van de honderd belangrijkste economen ter wereld.

## Carrière
Tol behaalde in 1992 zijn Master of Science in econometrie en operationeel onderzoek en verkreeg in 1997 een Doctor of Philosophy in economie. Hij specialiseert zich in klimaat- en milieueconomie.
Hij is voormalig hoogleraar duurzame ontwikkeling aan de Universiteit Hamburg, voormalig hoogleraar aan Carnegie Mellon University, Pittsburgh, en was van 2010 tot 2011 onderzoeker bij het Economic and Social Research Institute in Dublin.
Tol is een auteur van werkgroep I, II en III van het Intergovernmental Panel on Climate Change en redacteur van Energy Economics.

## Visie
Tol waarschuwt dat het rigoureus terugdringen van de CO2-emissie tegen 2020 teneinde de opwarming van de Aarde tegen het einde van de 21e eeuw te beperken tot 1,5 graad enkel mogelijk is door een zéér snelle energietransitie te maken. Volgens Tol zou dergelijke CO2-neutraliteit leiden tot een halvering van de wereldeconomie en gepaard gaan met een enorme kapitaalvernietiging. Hij verwijst daarvoor naar o.a. China en India waar nog steeds nieuwe steenkoolcentrales worden gebouwd met een levensduur van 40 tot 60 jaar. 
Richard Tol toont zich ook erg sceptisch t.a.v. de klimaatmarsen en verwijt de spijbelende scholieren een gebrek aan kennis en realiteitszin. De gedachte dat een klein land zoals België of Nederland de wereldwijde klimaatopwarming zou kunnen tegen gaan door het stellen van ambitieuze doeleinden vindt hij zonder meer absurd. Volgens Tol dienen de door de milieubeweging verspreide apocalyptische ideeën enkel om een bepaalde politieke agenda door te voeren. Het zou een vorm van massahysterie zijn. Tol geeft aan dat het klimaat nauwelijks invloed op ons welzijn en onze welvaart, en dat sommige groepen er baat bij hebben feiten te overdrijven.
Als alternatief pleit Tol voor een CO2-taks op voorwaarde dat deze direct wordt gekoppeld aan de sociale uitkeringen en de loonbelasting, met name aan de laagste loonschalen. Een sociaal gecorrigeerde CO2-taks moet vermijden dat armere mensen die proportioneel meer besteden aan voedsel en energie het hardst worden getroffen. Om dezelfde reden ziet Tol weinig heil in de (voorlopig nog) te dure, weinig rendabele warmtepompen en elektrische auto's. Om de huishoudelijke CO2-uitstoot te beperken pleit Tol wel voor een betere isolatie van de woonhuizen.